# Gavarilla ianuzziae
Espèce
Gavarilla ianuzziae est une espèce d'araignées aranéomorphes de la famille des Salticidae.

## Distribution
Cette espèce est endémique du Sergipe au Brésil,.

## Description
Le mâle holotype mesure 3,45 mm et la femelle paratype 3,80 mm et les mâles mesurent de 3,45 à 4,35 mm.

## Étymologie
Cette espèce est nommée en l'honneur de Luciana Iannuzzi.

## Publication originale
- Ruiz & Brescovit, 2006 : Gavarilla, a new genus of jumping spider from Brazil, and description of two new species of the genera Capeta Ruiz & Brescovit and Amatorculus Ruiz & Brescovit (Araneae, Salticidae, Sitticinae). Revista Brasileira de Zoologia, vol. 23, no 2, p. 350-356 (texte intégral).